# 日本宪兵队济南本部
日军于1937年12月27日攻陷济南后成立了宪兵队来制约占领军(支那华北派遣军)和日伪军部队, 维系日占统治.

## 组织
济南宪兵队本部(别称: 车站宪兵队)
- 本部特高班
- 济南宪兵分队
- 城内分遣队
  - 凤凰公馆(另驻日特山东省甲第1415部队)[1]
    - 冀鲁剿共挺进军
    - 冀鲁剿共建国军
- 泰安宪兵分队(番号甲字第1480部队) [2]
- 兖州宪兵分队 [3]
- 惠民宪兵分队 [3]
- 德县宪兵分队 [3]
- 东洋文化研究社(驻 临沂)

## 大事记
1937年12月27日, 日军攻占济南, 成立宪兵队, 驻经四路小纬二路.
1938年7月, 济南宪兵队扩充后改称为济南宪兵队本部, 又名车站宪兵队, 同时设立济南宪兵分队城内分遣队, 该队初驻宽厚所街，后迁西门大街，即泺源公馆。
1940年, 国民革命军第八路军一一五师政治部宜传科长郭同震在费县被宪兵队策反率部加入日伪军. 
1941年, 在临沂相公庄设立"东洋文化研究社", 同年组织警务联席会议加强对鲁西地区的经济控制. 
1942年, 日本宪兵济南本部策反中共冀鲁边区司令员邢仁甫, 成立"冀鲁边区剿共挺进军" 
1944年夏, 凤凰公馆成立, 其特务活动受日军济南宪兵队本部特高班和日军济南宪兵分队领导, 主要在人员密集的场所进行特务活动. 
1945年, 玉音放送, 日本无条件投降, 国民政府军接收日军和伪军资产和器械. 济南宪兵队瓦解. 

## 遗迹
日本济南宪兵队本部大楼，位于经四路小纬二路大观园对过，盐务局大楼内, 于1992年遭到济南市政府当局谢玉堂副市长的当局强制拆除. 目前地块已经新建为联通公司大楼.
日本宪兵济南分队大楼, 位于经一路87号, 济南铁路广告传媒目前住址.
泺源公馆, 西门大街72号(今齐鲁金店址)，因西门旧称泺源门，故名. 
城内分遣队宽厚所街驻地, 已被拆除新建为舜井商厦.

## 战后审判和处决
民国35年(西元1947年)10月30日, 武山英一被第二绥靖区司令部军事法庭判处死刑，是日在济南枪决. 武山英一历充济南日本宪兵队军曹曹长、准尉少尉队长等职，有“济南之虎”、“杀人恶魔”之称。